# Ramphotyphlops longissimus
Ramphotyphlops longissimus este o specie de șerpi din genul Ramphotyphlops, familia Typhlopidae, descrisă de Aplin 1998. Conform Catalogue of Life specia Ramphotyphlops longissimus nu are subspecii cunoscute.